# SK Gaming
SK Gaming je německá profesionální esportová organizace se sídlem v Kolíně nad Rýnem založená roku 1997 malou skupinkou hráčů Quake z Oberhausenu.
Tým nejvíce proslavily úspěchy brazilské CS:GO sekce, která dokázala opanovat mimo jiné také ESL One: Cologne 2016 Major. Aktuálně (září 2024) se organizace soustředí na čtyři herní tituly, a to League of Legends, Valorant, Clash Royale a Brawl Stars.

## Historie

### Počátky
Organizace byla založena roku 1997 Quake klanem 3 bratrů a jejich 4 přátel. Tým se prezentoval jako “Schroet Kommando“ (případně “Schröt Kommando“) na základě výrazu "Schröt!" používaného členy týmu k identifikaci jiného hráče, který byl ozbrojen dvouhlavňovou brokovnici. Tým často zkracoval svůj název, z čehož později vzniklo jeho současné jméno SK Gaming.
Ve svých počátcích se tým zaměřil na Quake multiplayer, jako svoji „centrálu“ využíval dům jednoho ze zakládajících členů, Daniela “Godlike“ Beamese. Téhož roku SK představuje první čistě ženský tým, jehož nejznámější hráčkou byla televizní moderátorka Annemarie “XS“ Warnkrová.
V roce 1999 tým expanduje do Counter-Striku, jednoho z modů hry Half-Life, ve kterém se rychle vypracoval v jeden z nejúspěšnějších německých týmů.
V září 2001 sloučil Andreas “bds“ Thorstensson svůj tým a zpravodajský syndikát Geekboys s týmem SK Gaming, s dlouhodobou perspektivou zdůrazňovat úspěch své vlastní organizace. Thorstensson způsobil revoluci v esportu, když SK začala jako první organizace nabízet placené prémiové služby “SK Insider“ (virtuální tržiště, kde si předplatitelé mohli stahovat ukázky, mody a doplňky lépe a dříve než ostatní a také komunikovat přímo s hráči týmu).

### 2002–2005
Mezinárodní úspěch Counter-Strikové sekce přišel poté, co SK v červnu 2002 podepsala Counter-Strikovovou sekci úspěšného švédského týmu Ninjas in Pyjamas. SK se tehdy stala první esportovou organizací, která s hráči podepsala smlouvy, které jim zakazovaly hrát za jiné týmy.
SK Gaming vyhrál letní Counter-Strikové turnaje v letech 2002, 2003 a 2005 a zimní turnaj Cyberathlete Professional League v Counter-Strike v letech 2003 a 2005. V tuto dobu za SK nastupovali mimo jiné Emil “HeatoN” Christensen, Abdisamad “SpawN” Mohamed a Ola “elemeNt” Moum.

### 2006–2008
V roce 2006 se Counter-Strikový tým nekvalifikoval na Electronic Sports World Cup ve Švédsku, Naopak na KODE5 se mu dařilo, když se probojoval až do čtvrtfinále, kde prohrál s Wisdom Nerve Victory a obsadil celkové 5.-8. místo. Úspěch se dostavil i pro tým Quake 4, který díky své švédské hvězdně Johanu "Toxic" Quickovi dokázal během tohoto roku vyhrát osm z deseti hlavních turnajů, včetně čtyř z pět turnajů ESWC. FIFA 06 sekce měla také úspěšnou sezónu, když dvakrát vyhrála Electronic Sports League Pro Series. Její člen, Daniel "hero" Schellhase, následně vyhrál World Cyber Games. V roce 2008 SK Gaming investoval do nového týmu, když postavil World of Warcraft sekci a krátce před vydáním Sunwell Plateau, posledního a nejnáročnějšího raidového střetnutí World of Warcraft: The Burning Crusade, organizace sponzorovala cech Curse, jedno z nejvýše postavených uskupení té doby. V letech 2007 a 2008 se SK Gaming umístil na čtvrtém místě ve finálových turnajích nově založeného Intel Extreme Masters. Významná tvář SK, Christopher “GeT_RiGhT” Alesund, za tým poprvé nastoupil ve finále druhé sezóny IEM. V těchto letech Counter-Striková sekce dosáhla pódiových umístění na turnajích jako World Cyber Games, Intel Extreme Masters nebo DreamHack. Na konci roku 2008 SK vstoupila do světa Xboxu.

### 2009–2011
Od podzimu 2009 se Counter-Striková sekce potýká s problémy, když tým, kvůli neshodám s vedením, opustili Kristoffer “Tentpole” Nordlund a Marcus “zet” Sundström. Do týmu přišli Johan “face“ Klasson a Frej “kHRYSTAL“ Sjöström. Sekce následně na začátku října opanovala IEM IV Global Challenge. Na konci roku 2009 organizaci opustil dlouholetý generální ředitel a částečný vlastník, Andreas Thorstensson. Na jeho místo nastoupil nastoupil Alexandr T. Müller, který v organizaci působí dodnes. čímž se SK Gaming stala jedinečnou německou organizací. Spolu s Thorstenssonem se s organizací rozloučila i Warcraft III sekce.

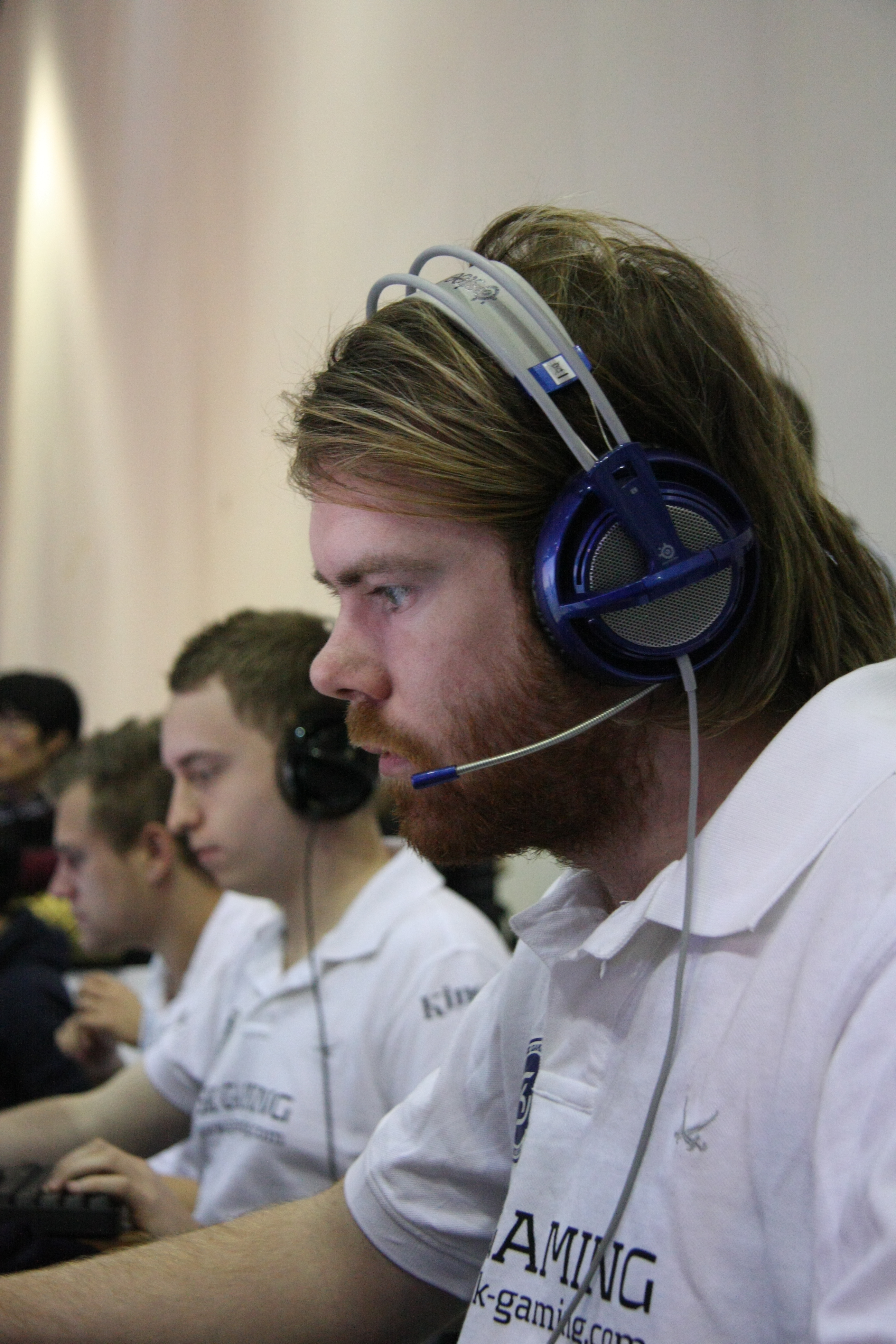
Johan “face“ Klasson během skupinové fáze WCG 2011

V roce 2010 SK založila sekci relativně neznámého titulu Avalon Heroes, dále sekci Heroes of Newerth a evropský tým League of Legends. V srpnu téhož roku se do týmu vrátil Warcraft III veterán Fredrik "MaDFroG" Johansson, který měl působit v nově vzniklé StarCraft II sekci. 3. prosince 2010 bylo oznámeno, že bratři Daniel “hero“ Schellhase a Dennis “styla“ Schellhase ukončují kariéru v eSportu, v tu dobu se jednalo o dva nejúspěšnější hráče FIFY všech dob. V rámci obrovské obměny Counter-Strikové sekce SK Gaming podepsal 7. prosince smlouvu s Patrikem "f0rest" Lindbergem a Christopher "GeT_RiGhT" Alesund, který v SK působil již dříve.
Jedním z prvních kroků organizace v roce 2011 bylo snížení podpory sekce Xbox 360 sports a následné založení Call of Duty: Black Ops sekce. 16. ledna bylo oznámeno, že SK Gaming založil další Counter-Strike sekci, tentokráte v USA. 23. června, po neuspokojivém vystoupení na DreamHacku, byma propuštěna drtivá většina soupisky League of Legends. 1. července bylo oznámeno, že tým Heroes of Newerth bude nahrazen hráči z týmu Evil Geniuses. 4. července SK Gaming oznámila evropskou StarCraft II sekci, kterou tvořili, Hun “inuh” Park, Jimmy “jimpo” Wölfinger a Johannes Sabroe “Joe” Witt. Kvůli špatným výsledkům byla však navázána spolupráce s hráči z jihokorejského týmu Old Generations. Za SK nastupovali Jang "MC" Min-chul a Lee "NaDa" Yoon-yeol. Kvůli neshodám SK propustila Heroes of Newerth sekci a přivedla dánský Dota 2 tým. 

### 2012–2015
Na začátku roku 2012 skončila spolupráce mezi SK Gaming a Old Generations, Jang "MC" Min-chul zůstal členem německé organizace, kdežto Lee "NaDa" Yoon-yeol se vrátil zpět do jihokorejského týmu. Jang Min-chul následně 10. března zvítězil na IEM World Championship. 
Kvůli neposkytnutí prostředků pro GameGune 2012 opustili členové Counter-Strikové sekce Robert “RobbaN” Dahlström, Patrik “f0rest” Lindberg, Christopher “GeT_RiGhT” Alesund a kouč Anton “BUDAK” Budak 27. července organizaci.
V roce 2013 organizaci opustili členové LoL sekce Patrick “Nyph” Funke a Carlos "ocelote" Rodríguez a StarCraft II hráč Jang "MC" Min-chul 
25. února 2014 SK Gaming vstupuje do herního titulu SMITE. 
Po 4 letech v EU LCS v létě 2015 LoL tým sestoupil z nejvyšší evropské soutěže. Ve stejném roce organizace angažovala hráče Hearthstonu Estebana "AKAWonder" Serrana, který po sobě, díky 5 letům v organizaci, zanechal významnou stopu. Na konci roku SK Gaming založil sekci Arena of Valor.

### 2016–2018

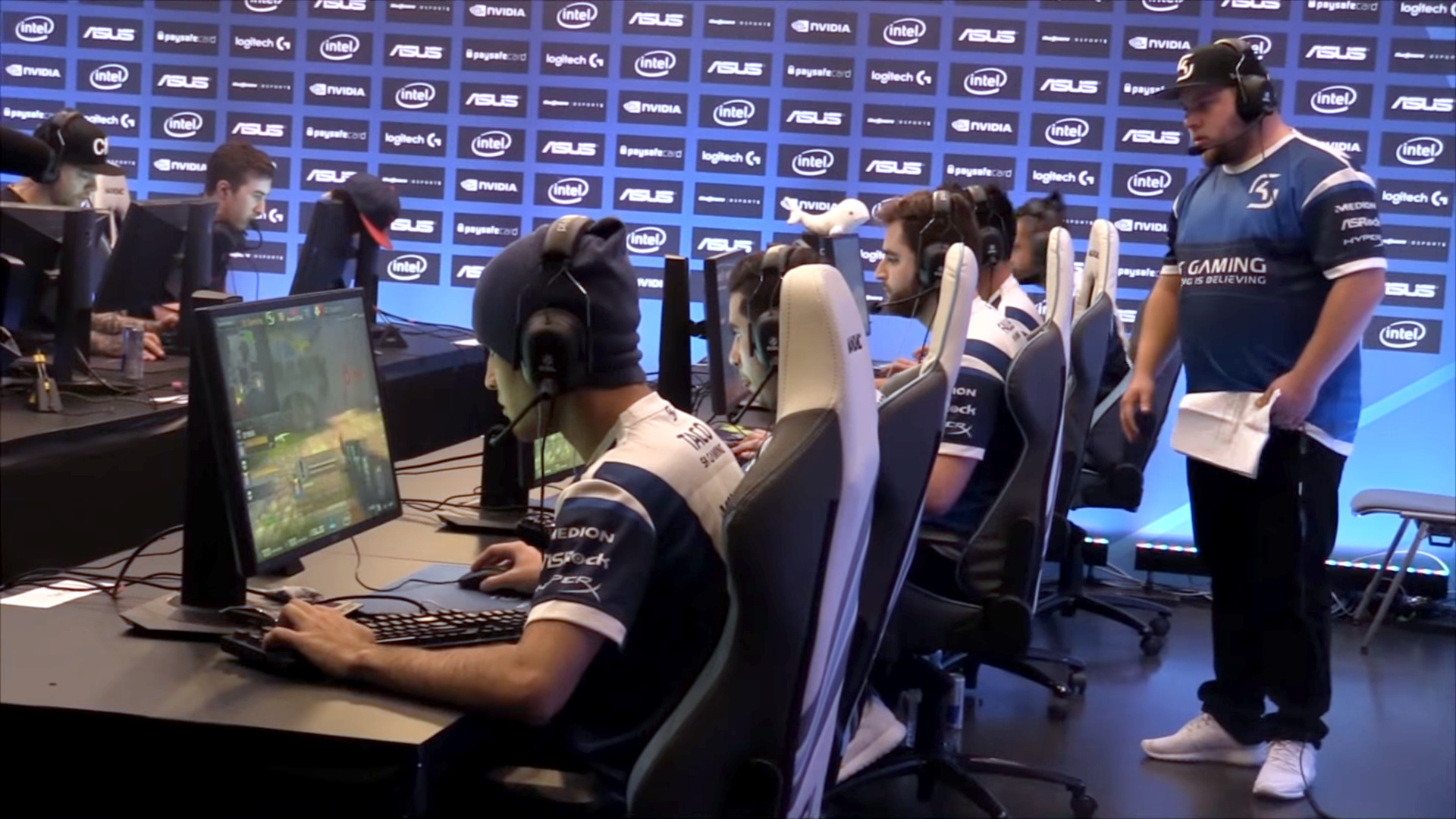
SK Gaming v prvním zápase ESL One: Cologne 2016

Díky podpisu brazilské Counter-Strike: Global Offensive sekce severoamerického Luminosity Gaming započala zlatá éra SK Gaming v této hře.
Hned 10 dní po podpisu si tým ve složení Gabriel “FalleN” Toledo, Fernando “fer” Alvarenga, Lincoln “fnx” Lau, Epitácio “TACO” Pessoa a Marcelo “coldzera” David připsal svůj největší triumf v barvách německé organizace, když opanoval Major v Kolíně nad Rýnem. Nejednalo se však o jediný úspěch brazilského týmu v barvách SK, ten totiž během svého dvouletého angažmá dokázal, byť s menšími změnami v sestavě, vyhrát dalších 12 soutěží nejvyšší úrovně.
23. června 2018 německou organizaci opustil celý tým, když přestoupil pod křídla Immortals, kde hrál pod značkou Made in Brazil. Od této chvíle SK Gaming neangažoval žádný tým působící v CS:GO, ani CS2.
Dříve v tomto roce, 3. dubna, SK Gaming vstoupil do světa Clash Royale.

### 2019–
Na konci roku 2018 se SK Gaming stal jedním deseti partnerů reorganizované LEC, což znamenalo návrat SK do nejvyšší evropské soutěže v LoL. Za účelem získávání zkušeností, které hráči měli uplatnit v LEC, byl počátkem roku 2019 v Berlíně založen nový tým SK Magenta, ten byl později téhož roku přesunut do Kolína nad Rýnem, který se v tu dobu stal centrálou organizace. Na konci roku SMITE sekce zvítězila na Mistrovství světa, ze kterého si odnesla neskutečných 600 000 amerických dolarů. Velmi úspěšný rok prožila také Clash Royale sekce, která zvítězila na World Cyber Games, QLASH League 2 a Clash Royale League West Fall. Sezónu ale zakončila nešťastnou prohrou o 1 HP v rozhodujícím zápase semifinále CRL World Finals s Team Liquid.
Na začátku roku 2020 SK Gaming oznamuje vstup do mobilního titulu Brawl Stars. Na konci tohoto roku se tým kvalifikoval na Mistrovství světa, kde skončil v semifinále. Clash Royale sekce opět smolně nedosáhla na úplný vrchol, když ve finále CRL World Finals ztratila vedení 2:0 na sety a s Teamem Queso prohrála 2:3.
V roce 2021 SK Gaming společně s T-Mobilem a Mercedes Benz zahajuje projekt Avarosa (League of Legends tým složený z žen a nebinárních hráčů). Brawl Stars tým po několika změnách dominoval celé Evropě, když vyhrál 6 z 8 měsíčních finále. Na Mistrovství světa ale překvapivě vypadl už v osmifinále.
V květnu 2024 byla založena další sekce pro ženy a nebinární hráče. Tentokrát se jednalo o Valorant tým s názvem SK Nebula.

## Sekce

### League of LegendsLEC
ke 4. září 2024
| Národnost   | Přezdívka  | Jméno              | Role       | Datum vstupu      |
| ----------- | ---------- | ------------------ | ---------- | ----------------- |
| Německo     | Irrelevant | Joel Miro Scharoll | Top        | 15. prosince 2022 |
| Francie     | Isma       | Ismaïl Boualem     | Jungle     | 21. prosince 2022 |
| Belgie      | Nisqy      | Yasin Dinçer       | Mid        | 21. prosince 2022 |
| Jižní Korea | Rahel      | Cho Min-seong      | Bot        | 28. května 2024   |
| Jižní Korea | Luon       | Lee Hyun-ho        | Support    | 31. května 2024   |
| Austrálie   | Swiffer    | Simon Papamarkos   | Head Coach | 16. prosince 2021 |

### League of LegendsPrime
ke 4. září 2024
| Národnost  | Přezdívka | Jméno                  | Role       | Datum vstupu      |
| ---------- | --------- | ---------------------- | ---------- | ----------------- |
| Německo    | Venour    | Iwan Skorikov          | Top        | 21. prosince 2023 |
| Nizozemsko | Rabble    | Jochem van Graafeiland | Jungle     | 21. prosince 2023 |
| Německo    | Diplex    | Dimitri Ponomarev      | Mid        | 6. prosince 2023  |
| Slovensko  | Neon      | Matúš Jakubčík         | Bot        | 21. prosince 2023 |
| Dánsko     | Doss      | Mads Schwartz          | Support    | 16. května 2024   |
| Austrálie  | Swiffer   | Simon Papamarkos       | Head Coach | 16. prosince 2021 |

### League of LegendsAvarosa
ke 4. září 2024
| Národnost | Přezdívka | Jméno          | Role       | Datum vstupu      |
| --------- | --------- | -------------- | ---------- | ----------------- |
| Německo   | GWolfieG  | Lily Kraft     | Top        | 17. února 2023    |
| Francie   | Sanah     | Sarah Breton   | Top        | 2. srpna 2024     |
| Dánsko    | Emprez    | Ida Pedersen   | Jungle     | 17. května 2022   |
| Řecko     | Apollonia | Dafni Gkerveni | Mid        | 17. února 2023    |
| Německo   | Zavee     | Luna Lochmann  | Bot        | 21. prosince 2023 |
| Německo   | Lumi      | Gina Kircher   | Support    | 21. prosince 2023 |
| Německo   | Dat       | Dat Nguyen     | Head Coach | 15. května 2024   |

### Valorant
ke 4. září 2024
| Národnost | Přezdívka | Jméno           | Role    | Datum vstupu    |
| --------- | --------- | --------------- | ------- | --------------- |
| Srbsko    | qpert     | Mateja Mijović  | IGL     | 10. května 2024 |
| Itálie    | joYnt     | Tommaso Gavioli | Manažer | 15. května 2024 |

### ValorantNebula
ke 4. září 2024
| Národnost | Přezdívka | Jméno                | Role              | Datum vstupu    |
| --------- | --------- | -------------------- | ----------------- | --------------- |
| Francie   | sia       | Yoldez Siana Matri   | IGL               | 17. května 2024 |
| Polsko    | majusia   | Maja Kwiryng         | Duelist           | 17. května 2024 |
| Španělsko | Mimi      | Miriam Afilal Flores | Controller        | 17. května 2024 |
| Srbsko    | PuriTy    | Noah James Lopez     | Initiator         | 17. května 2024 |
| Německo   | Samsi     | Samantha Caddell     | Sentinel          | 17. května 2024 |
| Německo   | mediKa    | Annika Lambertz      | Náhradník Manažer | 15. května 2024 |
| Španělsko | Adeux     | Adrián Pérez         | Head Coach        | 27. června 2024 |

### Clash Royale
ke 4. září 2024
| Národnost | Přezdívka | Jméno          | Role | Datum vstupu    |
| --------- | --------- | -------------- | ---- | --------------- |
| Německo   | Morten    | Morten Mehmert | Hráč | 26. června 2018 |
| Německo   | xopxsam   | Samuel Klotz   | Hráč | 16. května 2019 |

### Brawl Stars
ke 4. září 2024
| Národnost | Přezdívka      | Jméno                 | Role  | Datum vstupu   |
| --------- | -------------- | --------------------- | ----- | -------------- |
| Německo   | Joker          | Erik Bravo Granström  | Hráč  | 24. ledna 2024 |
| Švýcarsko | LeNain         | Yassine Ben Romdhane  | Hráč  | 24. ledna 2024 |
| Španělsko | Yoshi          | David Cayetano Gómez  | Hráč  | 31. ledna 2023 |
| Španělsko | Pedro Guijarro | Pedro Guijarro Vallés | Coach | 4. června 2020 |

## Ambasadoři[22]
- Lucas "BigSpin" Nägeler – streamer a youtuber, jehož primárním obsahem je mobilní hra Clash Royale.
- Niklas "NiklasNeo" Nörenberg – streamer a youtuber, jehož primárním obsahem je herní série EAFC.
- Lukas "RvNxMango" Schändel – streamer a youtuber, jehož primárním obsahem je počítačová hra League of Legends.

## Významní hráči
- Benjamin “Kane” Reichert (GER) (Quake, zakládající člen)
- Tim “Burke” Reichert (GER) (Quake, zakládající člen)
- Andreas "bds" Thorstensson (SWE) (Counter-Strike a Generální ředitel organizace, 2001–2009)
- Emil “HeatoN” Christensen (SWE) (Counter-Strike, 2002–2004)
- Christian “GitzZz” Höck (GER) (Unreal Tournament, 2002–2004)
- Abdisamad “SpawN” Mohamed (SWE) (Counter-Strike, 2003–2008)
- Daniel “hero“ Schellhase (GER) (FIFA, 2004–2010)
- Dennis “styla“ Schellhase (GER) (FIFA, 2004–2010)
- Daniel “Miou” Holthuis (GER) (Warcraft III, 2004–2009)
- Mykhaylo “HoT“ Novopashyn (UKR) (Warcraft III, 2004–2007)
- Dennis “TaKe“ Gehlen (GER) (Manažer sekce Warcraft III, 2004–2006)
- Fredrik "MaDFroG" Johansson (SWE) (Warcraft III, StarCraft II, 2004–2005)
- Christopher “GeT_RiGhT” Alesund (SWE) (Counter-Strike, 2007–2012)
- Joshua “Kr0ne” Begehr (GER) (FIFA, 2007–2010)
- Shane "rapha" Hendrixson (USA) (Quake, 2008–2016)
- Patrik “f0rest” Lindberg (SWE) (Counter-Strike, 2010–2012)
- Patrick “Nyph” Funke (GER) (League of Legends, 2011–2013)
- Jang “MC” Min-chul (KOR) (StarCraft II, 2011–2013)
- Lee "NaDa" Yoon-yeol (KOR) (StarCraft II, 2011)
- Bora “YellOwStaR” Kim (FRA) (League of Legends, 2012–2013)
- Carlos "ocelote" Rodríguez (ESP) (League of Legends, 2012–2013)
- Dennis "Svenskeren" Johnsen (DEN) (League of Legends, 2013–2015)
- Esteban "AKAWonder" Serrano (ESP) (Hearthstone, 2015–2019)
- Gabriel “FalleN” Toledo (BRA) (Counter-Strike: Global Offensive, 2016–2018)
- Fernando “fer” Alvarenga (BRA) (Counter-Strike: Global Offensive, 2016–2018)
- Marcelo “coldzera” David (BRA) (Counter-Strike: Global Offensive, 2016–2018)
- Epitácio “TACO” Pessoa (BRA) (Counter-Strike: Global Offensive, 2016–2018)
- Lincoln “fnx” Lau (BRA) (Counter-Strike: Global Offensive, 2016–2017)
- Wilton “zews” Prado (BRA) (Coach sekce Counter-Strike: Global Offensive, 2016)
- Timo “Praii” Gruneisen (GER) (FIFA, 2017–2021)
- Morten “Morten” Mehmert (GER) (Clash Royale, 2018–)
- Samuel “xopxsam” Klotz (GER) (Clash Royale, 2019–)
- Tim “TheStrxngeR” Katnawatos (GER) (FIFA, 2019–2021)
- Michael “Phenomeno” Gherman (GER) (FIFA, 2019–2021)
- Javier “Javi14” Gutierrez  (ESP) (Clash Royale, 2019–2020)
- Sergio Eduardo “SergioRamos” Ramos (MEX) (Clash Royale, 2019–2020)
- Erik  "Treatz" Wessén (SWE) (League of Legends, 2020–2022)
- Jean "Jezu" Massol (FRA) (League of Legends, 2020–2022)

## Výběr úspěchů

### Brawl Stars
– Brawl Stars World Finals, Brawl Stars 2023

 – Brawl Stars World Finals, Brawl Stars 2020

### Clash Royale
– CRL World Finals, Morten Mehmert, Clash Royale 2022

 – CRL World Finals, Clash Royale 2020

 – CRL West Fall, Clash Royale 2020

 – CRL World Finals, Clash Royale 2019

 – CRL West Fall, Clash Royale 2019

 – CRL West Spring, Clash Royale 2019

 – QLASH League 2, Clash Royale 2019

 – WCG CRL Invitational, Clash Royale 2019

 – CRL Europe Fall, Clash Royale 2018

### SMITE
– SMITE World Championship, SMITE 2019

### FIFA
– FUT 19 Champions Cup January, Dylan Neuhausen, FIFA 2019

 – FIFA Interactive World Cup, Bruce Grannec, FIFA 2013

 – EPS, Daniel Schellhase, FIFA 2010

 – WCG, Joshua Begehr, FIFA 2009

 – WCG, Daniel Schellhase, FIFA 2009

 – EPS, FIFA 2008

 – WCG, Daniel Schellhase, FIFA 2007

 – EPS, Dennis Schellhase, FIFA 2006

 – WCG, Daniel Schellhase, FIFA 2006

 – WCG, Dennis Schellhase, FIFA 2005

 – WCG, Dennis Schellhase, FIFA 2003

 – WCG, Daniel Schellhase, FIFA 2003

### Hearthstone
– HCT Summer Championship, Raphael Peltzer, Hearthstone 2018

 – ESL Hearthstone Legendary Series - Katowice, Esteban Serrano, Hearthstone 2016

### Counter-Strike
– ESL Pro League Season 6 - Finals, CS:GO 2017

 – EPICENTER, CS:GO 2017

 – ESL One: Cologne, CS:GO 2017

 – Esports Championship Series Season 3 - Finals, CS:GO 2017

 – ESL One: Cologne, CS:GO 2016

 – CPL Summer, CS 2003

### Quake
– QuakeCon: Quake Live Duel, Shane Hendrixson, Quake Live 2016

 – QuakeCon: Quake Live Duel, Shane Hendrixson, Quake Live 2013

 – QuakeCon: Intel Quake Live Masters Championship, Shane Hendrixson, Quake Live 2009

 – WSVG Finals, Johan Quick, Quake 4 2006

 – QuakeCon: Quake 4 Duel, 
Johan Quick, Quake Live 2006

 – WSVG Intel Summer Championship, Johan Quick, Quake 4 2006

 – Swisscon, Quake 1999

 – QDAY III, Benjamin Reichert, Quake 1998

 – Swisscon, Benjamin Reichert, Quake 1997

### League of Legends
– EU LCS Summer, League of Legends 2014

 – EU LCS Spring, League of Legends 2014

 – DreamHack Winter, League of Legends 2013

### StarCraft II
– IEM Season VI - World Championship, Jang Min-chul, StarCraft II 2012